# Буяч
Буяч, Буян — озеро в Калинковицькому районі Гомельської області Білорусі біля села Обухівщина, в басейні річки Тур'я (притока Прип'яті).
Площа поверхні озера 0,12 км². Довжина 1,4 км, найбільша ширина 0,2 км. Котловина старичного типу. Протоками Буяч з'єднується з річкою Тур'я та озерами на заплаві Прип'яті.